# Long Island, Maine
Long Island är en kommun i Cumberland County i delstaten Maine, USA.